# Trechisporales
Ordre
Les Trechisporales sont un ordre de champignons basidiomycètes de la classe des Agaricomycetes. Leur répartition est large et ces espèces sont pour la plupart terrestres, formant de nombreux mycorhizes avec une grande variété de plantes, dont les orchidées.

## Liste des familles
Selon MycoBank (18 janvier 2023) :
- Hydnodontaceae Jülich, 1982
- Litschauerellaceae Jülich, 1982

## Systématique
L'ordre des Trechisporales a été créé en 2007 par le mycologue suédois Karl-Henrik Larsson (d) (1948-) dans une publication coécrite avec plus d'une soixante de biologistes dirigés par le mycologue américain David Scott Hibbett (d),.

## Publication originale
- (en) David Scott Hibbett, Manfred Binder, Joseph F. Bischoff, Meredith Blackwell, Paul F. Cannon, Ove E. Eriksson, Sabine Huhndorf, Timothy James, Paul M Kirk, Robert Lücking, H Thorsten Lumbsch, François Lutzoni, P Brandon Matheny, David J. McLaughlin, Martha J. Powell, Scott Redhead, Conrad L Schoch, Joseph W. Spatafora, Joost A. Stalpers, Rytas Vilgalys, M. Catherine Aime, André Aptroot, Robert Bauer, Dominik Begerow, Gerald L Benny, Lisa A Castlebury, Pedro W Crous, Yu-Cheng Dai, Walter Gams, David M Geiser, Gareth W. Griffith, Cécile Gueidan, David L Hawksworth, Geir Hestmark, Kentaro Hosaka, Richard A. Humber, Kevin D Hyde, Joseph E. Ironside, Urmas Kõljalg, Cletus P Kurtzman, Karl-Henrik Larsson, Robert Lichtwardt, Joyce Longcore, Jolanta Miądlikowska, Andrew Miller, Jean-Marc Moncalvo, Sharon Mozley-Standridge, Franz Oberwinkler, Erast Parmasto, Valérie Reeb, Jack D Rogers, Claude Roux, Leif Ryvarden, José Paulo Sampaio, Arthur Schüssler, Junta Sugiyama, R Greg Thorn, Leif Tibell, Wendy A Untereiner, Christopher Walker, Zheng Wang, Alex Weir, Michael Weiss, Merlin M White, Katarina Winka, Yi-Jian Yao et Ning Zhang, « A higher-level phylogenetic classification of the Fungi », Mycological Research, Cambridge University Press, vol. 111, no Pt 5,‎ mai 2007, p. 509-547 (ISSN 0953-7562 et 1469-8102, PMID 17572334, DOI 10.1016/J.MYCRES.2007.03.004, lire en ligne).